# Hagebutte

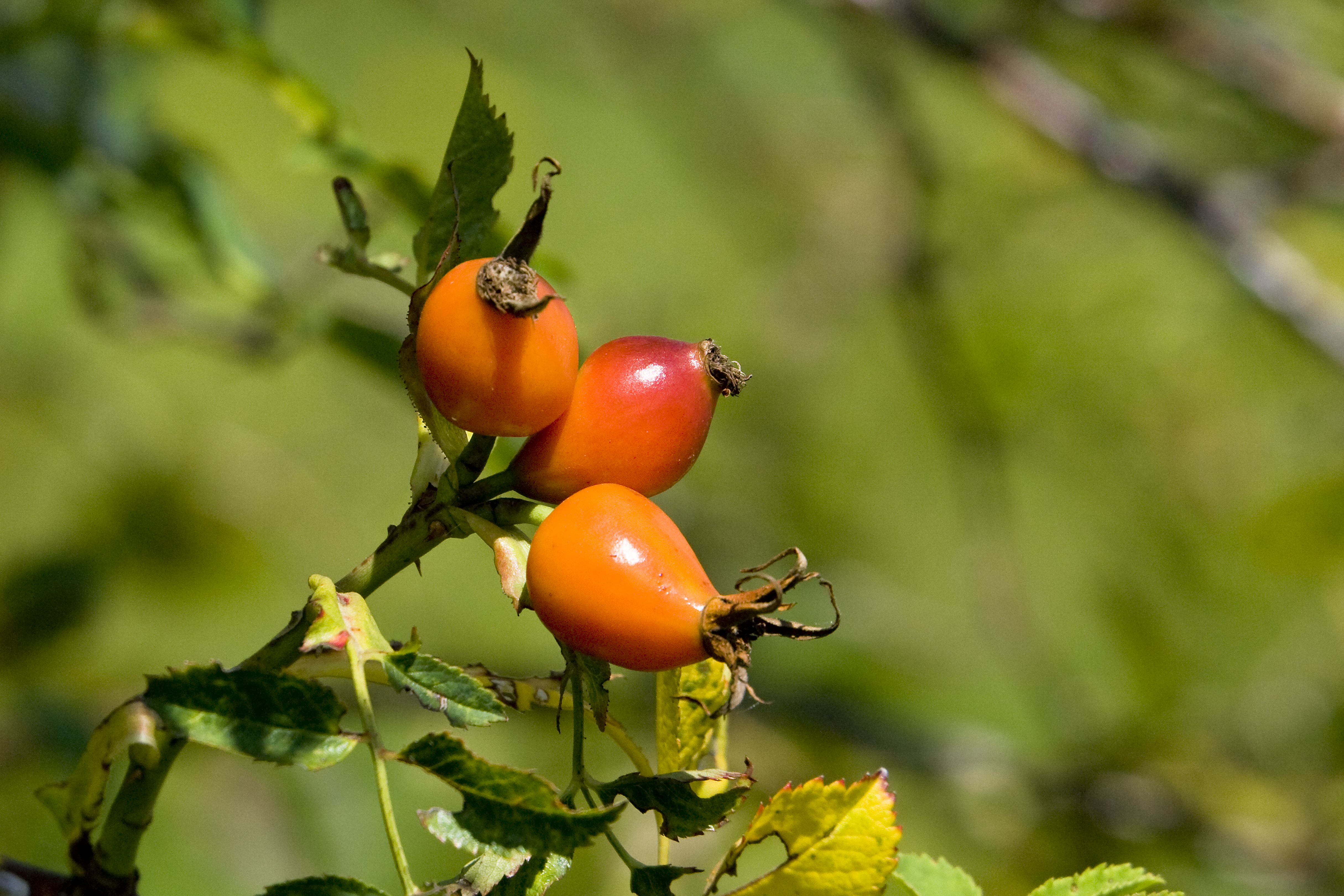
Hagebutte der Hundsrose (Rosa canina)

Als Hagebutten bezeichnet man die ungiftigen Sammelnussfrüchte verschiedener Rosenarten, besonders der Hundsrose (Rosa canina). Als Hagebutten werden landläufig auch die Wildrosen oder Heckenrosen selbst bezeichnet, an denen die Früchte wachsen.

## Namen

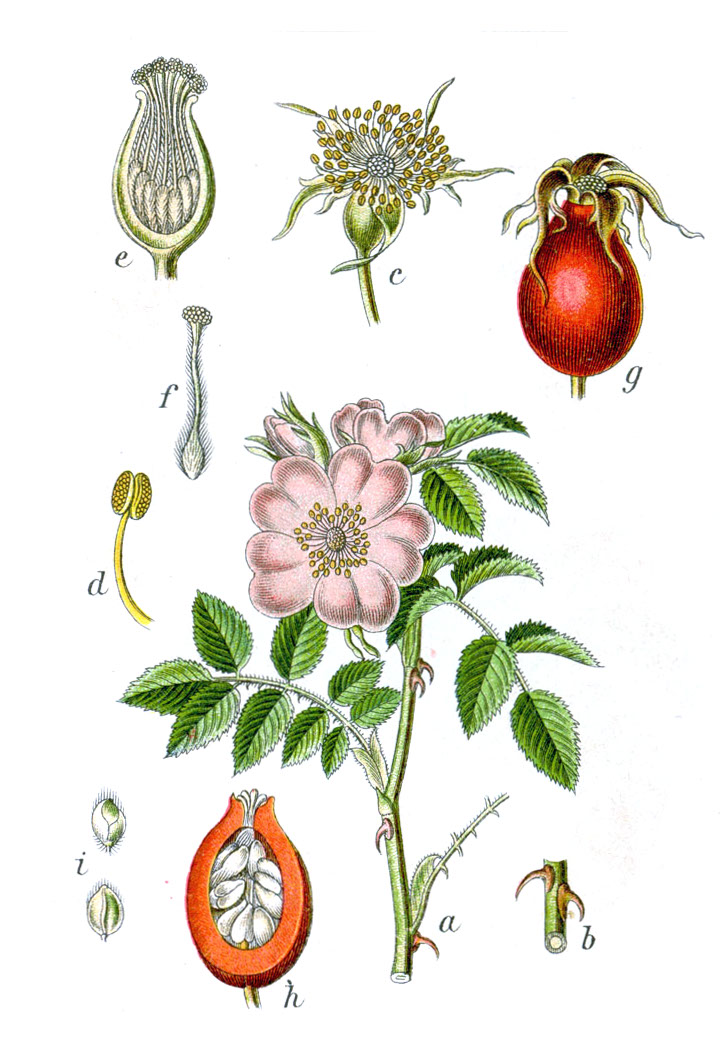
Verschiedene anatomische Details der Hundsrose – u. a. die Hagebutte in Seitenansicht (g), Samen (i) und Hagebutte im Querschnitt (h)

Der Name wird, als Verdeutlichung, aus einer älteren Wortform „Butte“ hergeleitet, deren Ursprung unbekannt ist, vielleicht ist sie mit dem Ausdruck „Butzen“ für das Kerngehäuse von Äpfeln und Birnen verwandt (die männliche Variante „Hagebutz“ ist ebenfalls selten bezeugt). Der Namensbestandteil „Hage-“ stammt vom althochdeutschen hagan „Dornstrauch“, wovon sich, über Hag (eingefriedetes, von Hecken umgebenes Gelände), etwa das Verb einhegen ableitet. Der Name hängt mit Hagedorn, einer alten Sprachform für den Weißdorn, zusammen, möglicherweise bezog sich die älteste Wortform sogar auf die Früchte des Weißdorns. Es gibt zahlreiche mundartliche, regionale Bezeichnungen, von denen die meisten den wilden, ungefüllt blühenden Rosenstrauch ebenso bezeichnen wie die Frucht, darunter Hagebutze (Thurgau), Haneputtchen (Nordthüringen), Buddeln (Westfalen), Bottel (Niederrhein), Hahnedorn (Bergisches Land), Jöbke oder Jeepkes (Ostfriesland) und viele andere. Norddeutsche Wortformen sind hānebutten, hānbutten und hambutten. In Österreich ist die Bezeichnung Hetschepetsch oder Hetscherln in zahlreichen Varianten weit bekannt, darunter zahlreiche weitere lautmalerische Abwandlungen, etwa Hekapeka im Böhmerwald oder Hedschabedascha. Nach anderer Ansicht bezieht sich die Hetschepetsch ursprünglich aber auf das Hagebuttenmus, als Beilage zu Wild.
Der botanische Ausdruck Rose bezog sich ursprünglich nur auf die veredelten Gartenpflanzen. So unterschied Hildegard von Bingen in der Physica die Gartenrose rosa und die Heckenrose hyffa.

## Allgemeines

Schematischer Querschnitt durch die Blüte der Hundsrose. Der becherförmige Blütenboden (dunkelgrün), der später das Fruchtfleisch bildet, ist bereits angelegt.

Die Hagebutte ist eine Sammelfrucht, die viele kleine Nüsse enthält.
Das Fruchtfleisch der im Spätherbst geernteten Früchte entsteht aus dem fleischigen Blütenboden. Es ist süßsauer und reich an Vitaminen, insbesondere Vitamin C (Ascorbinsäure), enthält aber auch die Vitamin-A-Vorstufe Beta-Carotin sowie Lycopin, B-Vitamine u. a. Nährstoffe. Weiters organische Säuren, Flavonoide, Tannine, Monosaccharide, Oligosaccharide und Pektin.
Die Nüsschen der Hagebutte sind mit feinen, widerhakenbestückten Härchen bedeckt, die bei Hautkontakt Juckreiz hervorrufen. Daher sollten die Nüsschen nicht mitgegessen oder -verarbeitet werden. Vor allem Kinder nutzen sie gelegentlich zum Herstellen von Juckpulver, das bei Berührung schmerzt, juckt und eine Allergie hervorrufen kann.
Wildwachsende Rosen sind wertvolle Nähr- und Schutzgehölze für viele Tierarten. So bieten Hagebutten ebenso wie die Früchte von Eiben, Sanddorn und Vogelbeere eine leicht zu findende, vitaminreiche Nahrung für viele Standvögel.

## Sorten und Arten

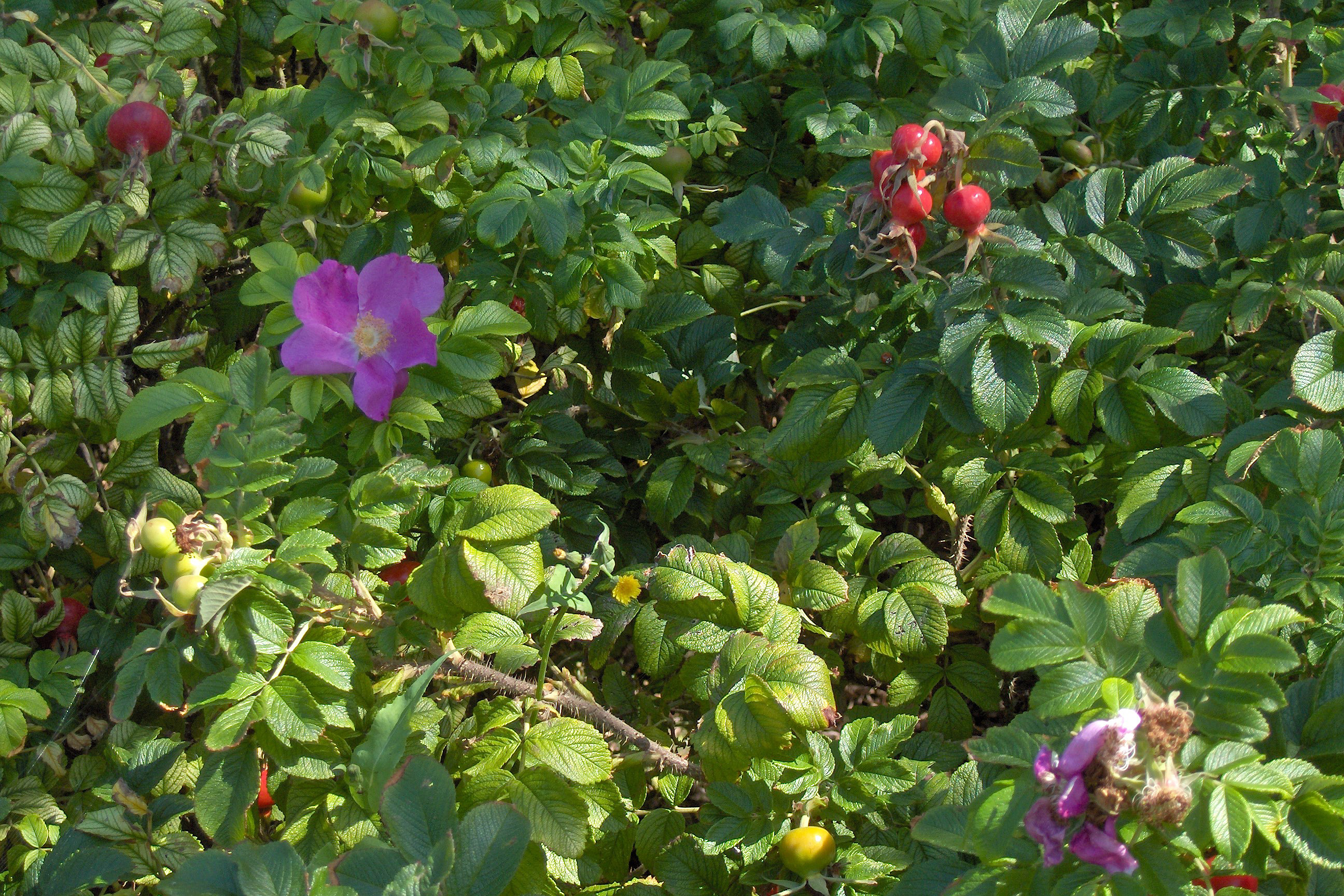
Blüte und meist hängende Hagebutten in verschiedenen Reifestadien der Kartoffel-Rose (Rosa rugosa)

Alle Rosenarten (Rosa) bilden Hagebutten – einige wenige Beispiele:
- Gebirgsrose (R. pendulina)
- Hundsrose (R. canina)
- Japanische Apfelrose oder Kartoffelrose (R. rugosa)
- Weinrose (R. rubiginosa)

## Blüte und Reife
Die Blütezeit der Hagebutte fällt gewöhnlich in den Juni. Die Blüten öffnen sich nach und nach, sie sind üblicherweise wenige Tage lang geöffnet. Die Blüten sind schalenförmig, fünfzählig aufgebaut und zwittrig. Sie strömen einen sehr markanten Duft aus.
Nur wenige Hagebutten reifen bereits im September aus. Sie erlangen ihre Reife zumeist in der Zeit zwischen Oktober und November. Sie können bis ins Frühjahr des Folgejahres geerntet werden.

## Anbau und Gewinnung
Hagebutten sind im Handel erhältlich, meist in getrockneter Form, ganz, zerkleinert, oder als Pulver. Sie werden teilweise in der Natur geerntet (Wildsammlung), teilweise auf Plantagen angebaut.

## Verwendung

### Verwendung als Lebensmittel

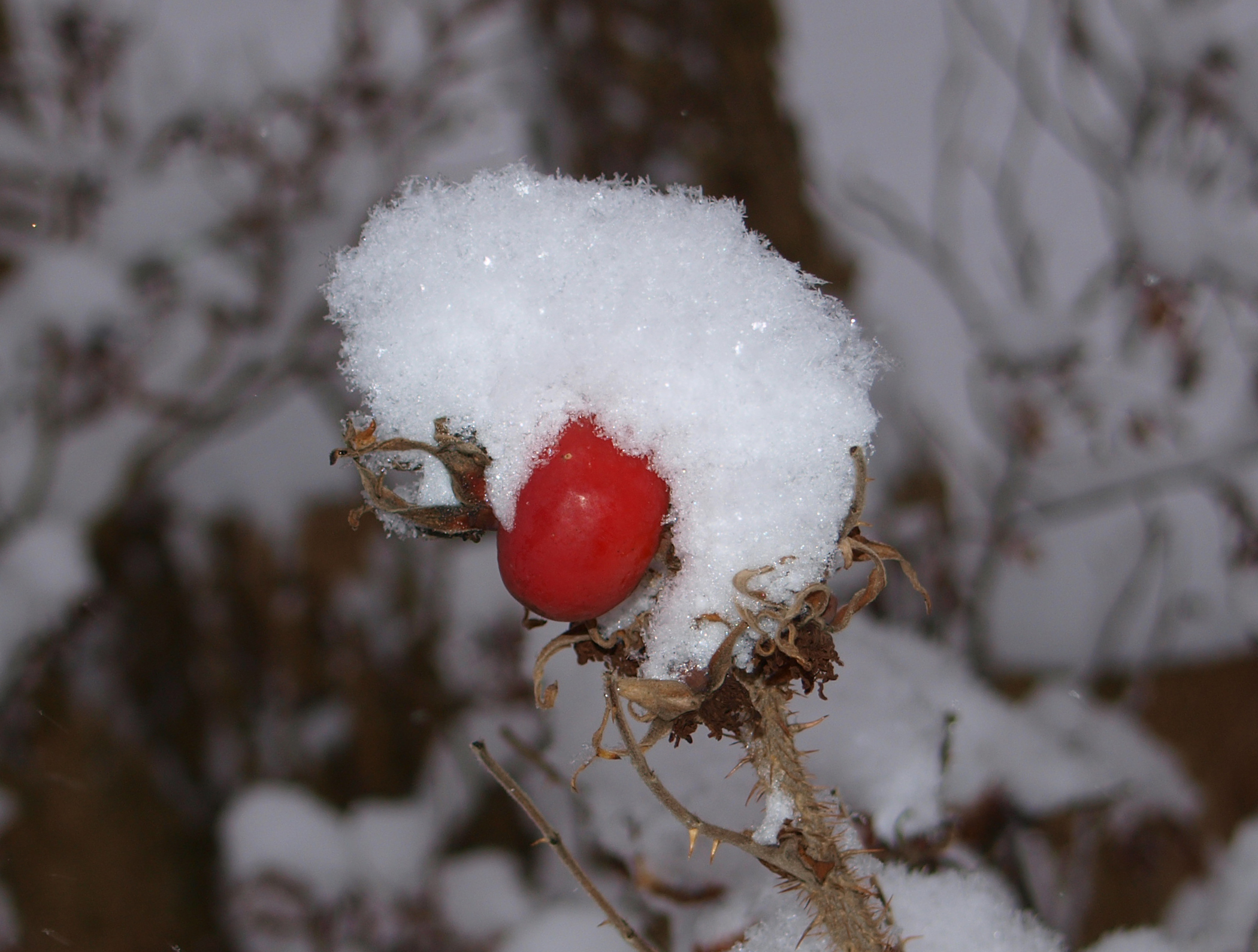
Hagebutte im Winter

Hagebutten können roh gegessen werden, nachdem die Nüsschen entfernt wurden. Je später man sie pflückt, desto süßer sind sie. Bei Frost wird die Schale fade und mehlig. Die Früchte sollten daher vor dem ersten Frost geerntet werden, auch wenn sie nach dem Durchfrieren über den Winter am Strauch bleibend bis meist noch im Frühling genießbar sind.
Die Früchte können zu Mus oder Konfitüre (Hagebuttenmark, Hiffenmark) verarbeitet werden. Traditionell werden damit die fränkischen Krapfen gefüllt. Aber auch zum Würzen von Wildgerichten eignen sich Hagebutten. In Schweden wird Hagebuttensuppe als süße Suppe genossen.
Hagebutten lassen sich auch zu Fruchtwein, Likör und Aufgussgetränken verarbeiten; die im Lebensmittelhandel erhältlichen Früchteteemischungen enthalten oftmals einen großen Anteil an Hagebutten. Da reiner Hagebuttentee nicht stark gefärbt ist, enthält die „Teemischung Hagebutte“ meist einen Anteil Malve, besonders Hibiskus, als stark rotfärbende Komponente. In Slowenien wurde das populäre Erfrischungsgetränk Cockta auf Hagebuttenbasis entwickelt.
Hagebutten enthalten je 100 Gramm etwa 50 Gramm Wasser. Der Gehalt an nutzbaren Kohlenhydraten ist 21,4 g, der Ballaststoffgehalt (als Rohfaser) 22,9 g. Der Energiegehalt der verdaulichen Anteile beträgt ca. 373 kJ (89 kcal). Der Proteingehalt sind etwa 3,6 g, der Fettgehalt ist vernachlässigbar. Der Gehalt an Vitamin C kann je nach Sorte, Standort, Zustand und Darreichungsform bis zu 1,25 g betragen. Damit ist der Gehalt an Ballaststoffen inklusive Pektin im Vergleich zu anderen Obst- oder Beerensorten sehr hoch.

### Verwendung als Heilpflanze

Strukturformel von Lycopin

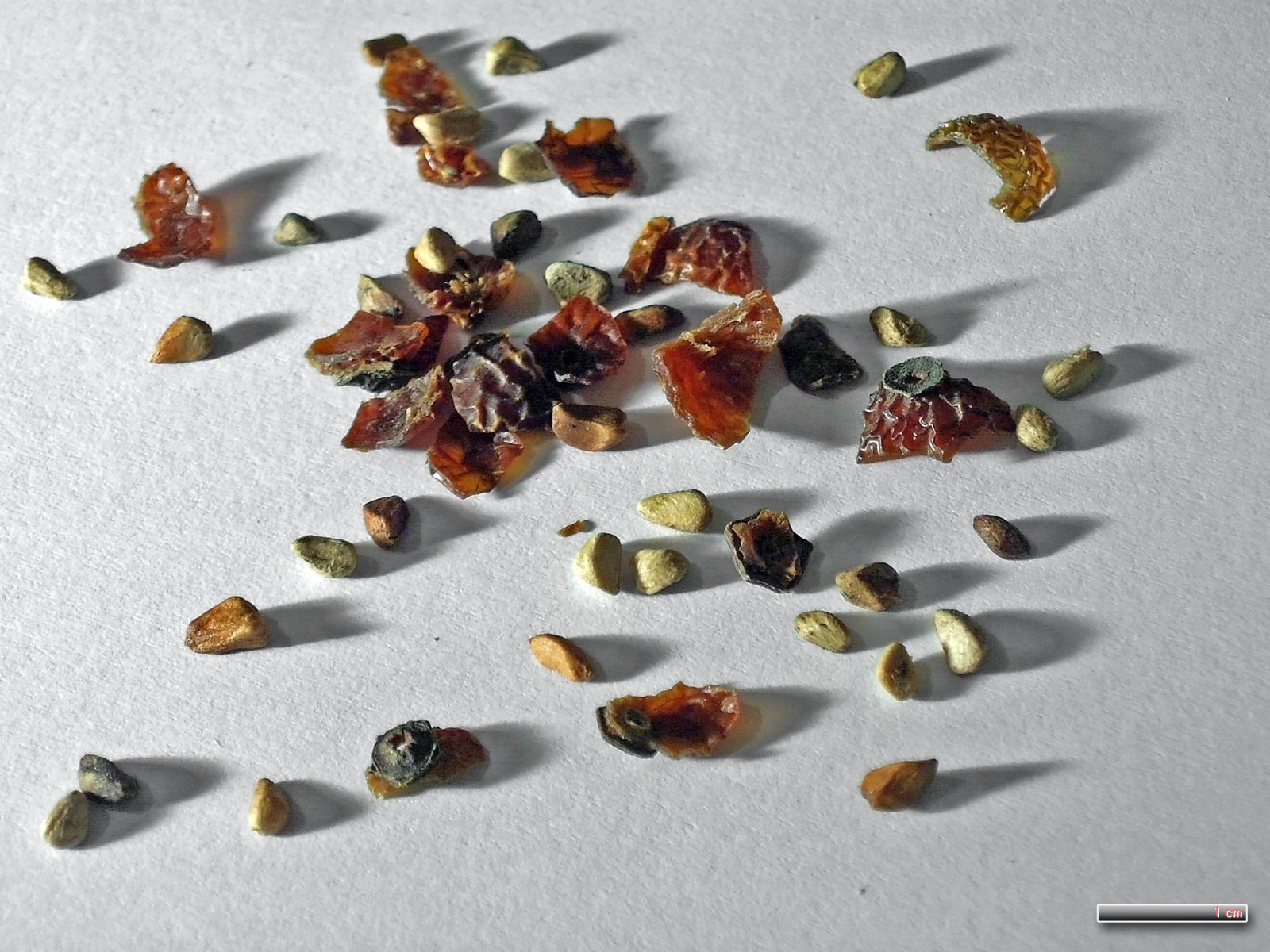
Getrocknete Hagebuttenschalen und -früchte

Die getrockneten roten Sammelfrüchte kommen als Hagebuttensamen in den Handel (Rosae fructus, veraltete Bezeichnungen sind Cynosbati semen, Semen Cynorrhodi, Semen Cynosbati), entkernte Hagebutten auch als Hagebuttenschalen (Rosae pseudofructus, veraltet Fructus Cynosbati sine Semine).
- Aus der getrockneten Schale der Hagebutte wird ein vitaminreicher Aufguss gewonnen, der wegen seines hohen Gehaltes an Pflanzensäuren und Pektinen leicht harntreibend und abführend ist. Er eignet sich daher für die unterstützende Therapie bei Blasen- und Nierenleiden und bei Erkältungskrankheiten.[17]
- Das Mus eignet sich besonders wegen seiner austreibenden Wirkung und wird wie der Aufguss gegen Gicht und Rheuma verwendet.
- Die Marmelade fördert den Appetit und ist, wie der Aufguss, reich an Vitamin C und Lycopin.[18]
- Aus den Kernen, welche reich an Omega-3-Fettsäuren sind, kann Hagebuttenkernöl gewonnen werden, das zur Hautpflege verwendet wird. Unter der Bezeichnung „Rosa Mosqueta“ wird etwa aus den Kernen chilenischer Heckenrosen gewonnenes Öl vermarktet.[19] Die Heckenrosen stammen ursprünglich aus Europa und Ostasien und sind in Chile verwildert. Der Name bezieht sich auf mindestens drei Arten: Rosa moschata, Rosa rubiginosa und Rosa canina.[20]

## Sonstiges
Die Hagebutte ist das Thema einer Gruppe volkstümlicher Rätsel, die seit dem 16. Jahrhundert überliefert sind. Das Kinderlied Ein Männlein steht im Walde von Hoffmann von Fallersleben steht in dieser Tradition.